# International Association of Genocide Scholars
Die International Association of Genocide Scholars (kurz: IAGS, de: Internationale Vereinigung von Völkermordforschern) ist eine globale, fächerübergreifende Organisation, die Forschungen und Lehren zur Natur, zu Ursachen und Konsequenzen von Völkermord und Untersuchungen zur Prävention von Völkermord betreibt. Die IAGS ist eine autonome Schwesterorganisation der 1982 gegründeten Non-Profit-Organisation Institute for the Study of Genocide (ISG).
Die Organisation wurde 1994 gegründet. Ihre Mitglieder treffen sich alle zwei Jahre. Bei den Treffen geht es um vergleichende Forschung, wichtige neue Arbeiten, Fallstudien, Verbindungen zwischen Völkermord und grausamen Menschenrechtsverletzungen, Prävention und Bestrafung von Völkermord.
Ziel der Organisation ist es, intensiver auf Genozidfragen einzugehen, als es die regulären "Zwei-Stunden-Konferenzen" ermöglichen und Berufstätige verschiedener Disziplinen zu einer interdisziplinären Zusammenarbeit zusammenzuführen.
Des Weiteren beraten die Vorstandsmitglieder sowie die Mitglieder der ISG und der IAGS Medien, Regierungen und zwischenstaatliche Organisationen zum Zweck der frühen Warnung und der Prävention.
Das letzte (sechzehnte) Zweijahrestreffen der IAGS fand 2023 in Barcelona statt, das nächste ist für Oktober 2025 in Johannesburg/Südafrika geplant.
Die IAGS und die ISG haben mehrere Bücher publiziert. Dazu gehören Darfur: Genocide Before Our Eyes (ISG 2005), Teaching About Genocide--A Guidebook for College Teachers: Critical Essays, Syllabi, Bibliography (ISG 2002), Ever Again? Evaluating the United Nations Genocide Convention on Its 50th Anniversary and Proposals to Activate the Convention (ISG 1999), Genocide: Essays Toward Understanding, Early Warning, and Prevention (IAGS 1999), The Prevention of Genocide: Rwanda and Yugoslavia Reconsidered (ISG 1994), Genocide Watch (1992), Lives at Risk: A Study of Violations of Life Integrity in 50 States in 1987 Based on the Amnesty International 1988 Report (ISG 1990).
Eine Mitgliedschaft ist für Wissenschaftler, für Akademiker und für alle weltweit interessierten Personen möglich.
Präsidentin ist Melanie O'Brien.